# Каменушка (Алтайский край)
Каменушка — посёлок в Заринском районе Алтайского края России. Входит в состав Яновского сельсовета.

## География
Расположен в северо-восточной части края, по берегу реки Каменушка.
Климат континентальный. Средняя температура января − 17,7 °C, июля +19,2 °C. Годовое количество атмосферных осадков — 450 мм.

## История
Посёлок входит в муниципальное образование «Яновский сельсовет» согласно муниципальной и административно-территориальной реформе 2007 года.

## Население
| 1997 | 1998 | 1999 | 2000 | 2001 | 2002 | 2003 | 2004 | 2005 |
| ---- | ---- | ---- | ---- | ---- | ---- | ---- | ---- | ---- |
| 163  | ↗170 | ↗193 | ↗203 | ↗207 | ↗210 | ↘196 | ↘195 | ↘190 |
| 2006 | 2007 | 2008 | 2009 | 2010 | 2011 | 2012 | 2013 |      |
| ↗195 | ↗198 | ↘193 | ↘190 | ↗191 | →191 | ↘183 | ↘181 |      |

### Национальный состав
Согласно результатам переписи 2002 года, в национальной структуре населения русские составляли 93 % от 185 жителей.

## Инфраструктура
Функционирует фельдшерско-акушерский пункт (филиал КГБУЗ «Центральная городская больница г. Заринск»).

### Экономика
Основное направление — сельское хозяйство. На западной окраине — ферма для КРС.

## Транспорт
Посёлок доступен по дороге общего пользования межмуниципального значения «Авдеевская База — Хмелёвка — Клабуковка» (идентификационный номер 01 ОП МЗ 01Н-1306).